# Coleoxestia sanguinipes
Coleoxestia sanguinipes är en skalbaggsart som först beskrevs av Bates 1884. Coleoxestia sanguinipes ingår i släktet Coleoxestia och familjen långhorningar.
Artens utbredningsområde är:
- Costa Rica.
- Honduras.
- Nicaragua.
- Panama.
- Venezuela.

Inga underarter finns listade i Catalogue of Life.